# Itapissuma
Itapissuma è un comune del Brasile nello Stato del Pernambuco, parte della mesoregione Metropolitana do Recife e della microregione di Itamaracá.